# Керролтон
Керролтон (англ. Carrollton) — місто (англ. city) в США, в округах Дентон, Даллас і Коллін на півночі штату Техас, північне — північно-західне передмістя Далласу. Населення — 133 434 особи (2020).
Місто визнано одним з найкращих для життя.

## Географія
Керролтон розташований за координатами 32°59′18″ пн. ш. 96°53′59″ зх. д. / 32.98833° пн. ш. 96.89972° зх. д. (32.988360, -96.899770).  За даними Бюро перепису населення США в 2010 році місто мало площу 96,11 км², з яких 94,01 км² — суходіл та 2,10 км² — водойми.

## Демографія

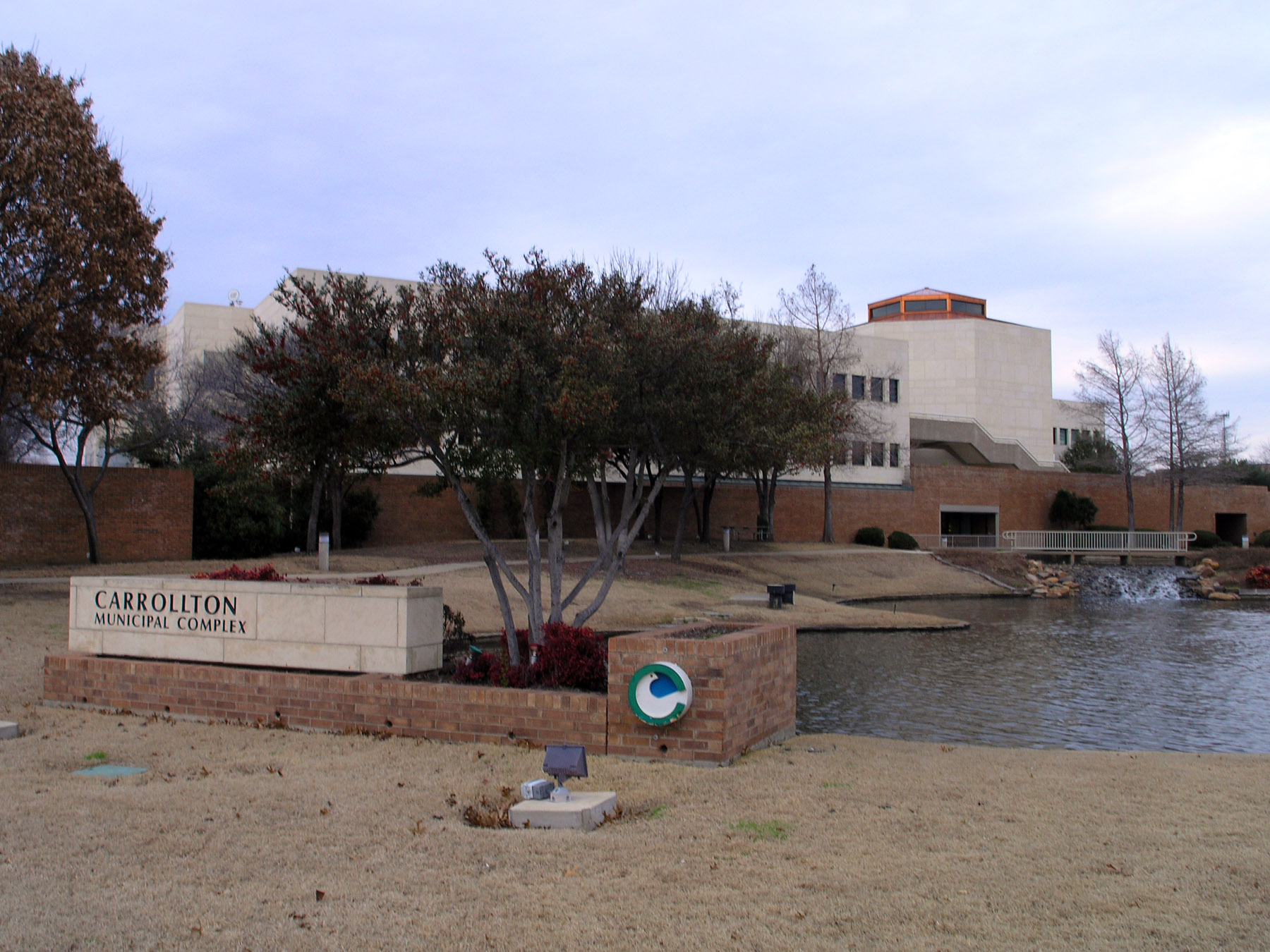
Муніципальній комплекс Керролтону

Згідно з переписом 2010 року, у місті мешкало 119 097 осіб у 43 299 домогосподарствах у складі 31 073 родин. Густота населення становила 1239 осіб/км².  Було 45508 помешкань (473/км²).
Расовий склад населення:
| - 63,6 % — білих - 13,4 % — азіатів - 8,4 % — чорних або афроамериканців - 0,6 % — корінних американців - 10,8 % — осіб інших рас |

До двох чи більше рас належало 3,1 %. Частка іспаномовних становила 30,0 % від усіх жителів.
За віковим діапазоном населення розподілялося таким чином: 26,0 % — особи молодші 18 років, 66,0 % — особи у віці 18—64 років, 8,0 % — особи у віці 65 років та старші. Медіана віку мешканця становила 35,6 року. На 100 осіб жіночої статі у місті припадало 95,7 чоловіків;  на 100 жінок у віці від 18 років та старших — 92,4 чоловіків також старших 18 років.
Середній дохід на одне домашнє господарство  становив 88 184 долари США (медіана — 69 368), а середній дохід на одну сім'ю — 95 974 долари (медіана — 77 772). Медіана доходів становила 51 011 долар для чоловіків та 43 970 доларів для жінок. За межею бідності перебувало 9,5 % осіб, у тому числі 16,1 % дітей у віці до 18 років та 6,0 % осіб у віці 65 років та старших.
Цивільне працевлаштоване населення становило 70 720 осіб. Основні галузі зайнятості: освіта, охорона здоров'я та соціальна допомога — 15,4 %, науковці, спеціалісти, менеджери — 13,5 %, роздрібна торгівля — 12,3 %.

## Транспорт
У місті знаходиться північна кінцева станція Зеленої лінії швидкісного трамваю Далласа, лінії якого обслуговують Даллас та його передмістя.